# Restrepia brachypus
Restrepia brachypus é uma espécie de orquídea (Orchidaceae) originária dos Andes.